# هیستوریا (مجله باستانی)
هیستوریا (مجله باستانی) (به آلمانی: Historia: Zeitschrift für Alte Geschichte) یک مجله دانشگاهی است که داوری همتا گشته است. تخصص این مجله بر تاریخ باستان روم و یونان است. این نشریه در  سال 1952 میلادی توسط کارل فردریش استروهکر و جرالد والسر تاسیس شده است. هیلدگار ویتسثام یکی از هیئت ویراستار این مجله است. این مجله سه‌ماهنامه است که توسط انتشارات فرانتس اشتاینر منتشر می‌شود. این مجله به عنوان یک مجله "A" برای "تاریخ" در فهرست مرجع اروپایی برای علوم انسانی بنیاد علوم اروپا، در «فهرست مجلات رتبه بندی شده» شورای تحقیقات استرالیا و در رتبه بندی های دیگر مجلات رتبه بندی شده است.

## منبع
- مشارکت‌کنندگان ویکی‌پدیا. «Historia (classical antiquity history journal)». در دانشنامهٔ ویکی‌پدیای انگلیسی، بازبینی‌شده در ۲۰۲۴-۰۶-۱۵.